# کامران دادخواه
کامران مؤید دادخواه، استاد دانشکده اقتصاد دانشگاه نورث‌ایسترن، بوستون ایالات متحده آمریکا، است که حرفه این دانشکده اقتصادسنجی، اقتصادِ کلان، اقتصاد بین‌المللی و اقتصاد خاورمیانه است. منصب قبلی او اقتصاددان ارشد در بانک عمران و سرمایه‌گذاری ایران، و مدیر برنامه سنجی و دفتر اقتصاد عمومی سازمان برنامه و بودجه ایران بود. او در زمینه ریویو اقتصاد و آمار، ژورنال اقتصاد سیاسی، ژورنال بین‌المللی مطالعات خاورمیانه، اقتصاد کاربردی، مطالعات خاورمیانه، ژورنال اروپایی تحقیق در عملیات، علوم تصمیم‌گیری، اقتصاد تجربی و مدل‌سازی ریاضیات و کامپیوتری است. او لیسانس اقتصاد از دانشگاه تهران، فوق لیسانس و دکترای اقتصاد از دانشگاه ایندیانا و فوق لیسانس ریاضیات از دانشگاه نورث‌ایسترن دریافت کرد. او همچنین اقتصاددان ارشد شرکت ABT شرکا در کمبریج، ماساچوست بوده‌است.

## آثار
- مقالاتی در بی‌بی‌سی فارسی[۳]

- Foundations of Mathematical and Computational Economics, 2nd ed. (Springer 2011).
- The Evolution of Macroeconomic Theory and Policy (Springer 2009).
- Non-nested test of New Classical vs Keynesian models: evidence from European economies,Volume 17, Issue 6, December 1985, pages 1083-1098.
- Lebas‐o Taqva: an early twentieth‐century treatise on the economy,Volume 28, Issue 3, July 1992, pages 547-558
- Ahmad Kasravi on economics, Volume 34, Issue 2, April 1998, pages 37-59
- ‘1992’: Its impact on US trade: a VAR approach, Volume 27, Issue 1, January 1995, pages 1-10